# Al-Imām

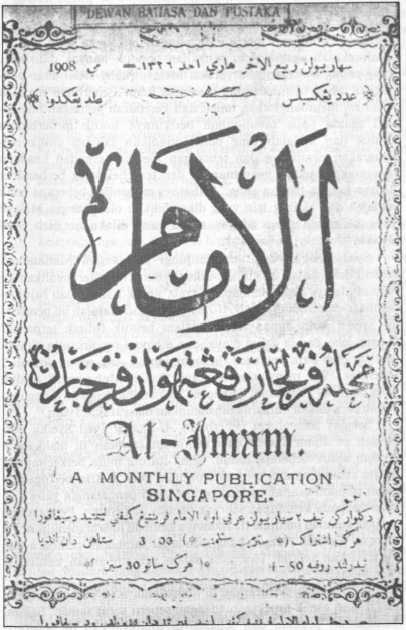
Titelblatt der Zeitschrift al-Imām vom Mai 1908 mit dem Untertitel Majallah perlajaran, pengetahuan, perkhabaran („Zeitschrift für Bildung, Wissenschaft und Information“)

al-Imām (Jawi الإمام ‚Vorbild, Richtschnur‘) war eine malaiische Monatszeitschrift in Jawi-Schrift mit islamischer Ausrichtung, die vom Juli 1906 bis Dezember 1908 in Singapur erschien. Es war die erste Zeitschrift in Südostasien, die die Ideen der in Kairo ansässigen islamischen Reformisten Muhammad ʿAbduh und Raschīd Ridā aufgriff und verbreitete. Die Zeitschrift wurde von Tahir Jalaluddin (1869–1956) und Sayyid Shaykh al-Hadi (1867–1934) gegründet. Sie erschien mit dem Untertitel Majallah perlajaran, pengetahuan, perkhabaran („Zeitschrift für Bildung, Wissenschaft und Information“) zu Beginn eines jeden Islamischen Monats und folgte inhaltlich dem Modell von Raschīd Ridās Zeitschrift al-Manār. Insgesamt erschienen 31 Ausgaben. Al-Imām war in der Zeit, in der sie existierte, die einzige malaiischsprachige Zeitschrift, weswegen sie für die Malaien und malaiisch sprechenden Muslime in der Region von besonders großer Bedeutung war. Sie galt als das Sprachrohr der malaiischen Modernisten (kaum muda).

## Name
Der Name der Zeitschrift knüpft an Aussagen im Koran an, in denen Imam als Bezeichnung für grundlegende Texte und menschliche Vorbilder verwendet wird. So ist auf der Titelseite der einzelnen Ausgaben der Titel der Zeitschrift jeweils von Zitaten aus zwei Koranversen umgeben, die das Wort enthalten, nämlich „Und alles haben wir genau erfasst in einem klaren Hauptbuch (imām mubīn)“ (Sure 36:12) und „Und mache uns für die Gottesfürchtigen zum Vorbild (imām)“ (Sure 25:74).

## Inhalte
Nach Azyumardi Azra war al-Imām einer der wichtigsten Kanäle für die Übermittlung der Ideen von al-Manār in die malaiisch-indonesische Welt. Sie war auch äußerlich al-Manār ziemlich ähnlich und enthielt viele Verweise auf sie und Auszüge aus ihr. Neben Anleihen bei al-Manār nutzte al-Imām aber auch andere arabische Zeitschriften. Das Vokabular, das die Autoren der Zeitschrift benutzten, war sehr stark von der arabischen Sprache beeinflusst, was manchmal ihren Lesern Schwierigkeiten bereitete, weil sie Wörter nicht verstanden.

### Die Notwendigkeit der religiösen Reform
Nach William Roff galt al-Imāms erstes Interesse nicht direkt dem sozialen oder politischen Wandel, sondern der Religion. Die Gemeinschaft der Muslime wurde dazu aufgerufen, unzulässige Neuerungen aufzugeben. Traditionelle Formen des Islams, die mit Adat-Bräuchen vermischt waren, sollten gereinigt werden, und die ʿUlamā', die diesen hybriden Islam unterstützten, sollten dazu gebracht werden, den „reinen“ Islam auszuüben. In einem programmatischen Artikel vom Juni 1908 wird erklärt, das Religiöse Reform (islah al-dini) die Qibla der Zeitschrift sei, der Koran ihr Imam und die sunnitische Denkschule ihr Madhhab.
Botschaft der Zeitschrift war, dass die Hauptursache für den Niedergang der muslimischen Völker im Vergleich zu ihrem früheren Ruhm darin lag, dass sie aus Unwissenheit aufgehört hatten, den Geboten Gottes zu folgen, wie sie durch seinen Propheten Mohammed übermittelt worden waren. Ein weiteres wichtiges Thema war der Wandel der Zeiten, der veränderte Bedürfnisse für die Umma mit sich bringe. Die Zeitschrift hatte auch einen Abschnitt mit Fatwas (malaiisch Soal dan Jawab), in dem die Notwendigkeit des Idschtihād, also der eigenständigen Interpretation von Koran und Hadith betont und vor Taqlīd, also blinden Befolgung der etablierten wissenschaftlichen Tradition, gewarnt wurde.

### Bildung
Bezüglich der Bildung propagierte die Zeitschrift die Aufnahme weltlicher Themen in die traditionellen, rein religiösen Lehrpläne. Die Zeitschrift verfolgte auch detailliert die Entwicklung der Madrasat al-Iqbāl al-Islāmīya, der ersten arabischen Schule in Singapur, die im Februar 1908 unter Beteiligung von Personen aus dem Herausgeberkreis gegründet wurde und in der Fächer wie Geographie, Geschichte und Mathematik unterrichtet wurden. Gegenüber der Frauenbildung wurden in der Zeitschrift aber starke Vorbehalte geäußert, weil darin eine Gefahr für die Sicherung der Nachkommenschaft gesehen wurde. So wurde in der Zeitschrift die Furcht geäußert, dass im Falle, dass Mädchen wie in den westlichen Ländern zur Schule gingen, sie ihren weiblichen Charakter verlieren und dann danach streben würden, Ehe, Schwangerschaft und Mutterschaft auszuweichen.

### Die malaiische Gesellschaft und die Herrschenden
In selbstkritischer Verurteilung tadelte al-Imām aber auch die Rückständigkeit der Malaien, ihre Beherrschung durch fremde Völker, ihre „Faulheit“ und „Selbstgefälligkeit“, ihren Streit untereinander und ihre Unfähigkeit, für das Gemeinwohl zusammenzuarbeiten. Daneben beschäftigte sich al-Imām mit der Notwendigkeit sozialer und wirtschaftlicher Veränderungen in der malaiischen Gesellschaft, und die Zeitschrift appellierte an die Herrscher und hochstehenden Persönlichkeiten (raja-raja dan orang-orang besar), diese zu unterstützen.
Was die politische Ebene anlangt, so äußerte sich die Zeitschrift besonders kritisch gegenüber dem Sultan von Terengganu, dessen Regierung sie als despotische Monarchie beschrieb. Zwei Herrscher, denen al-Imām Respekt und Bewunderung zollte, waren Ibrahim Masyhur, der Sultan von Johor, und der Sultan von Riau-Lingga. Den ehemaligen Sultan von Johor Abu Bakar verglich die Zeitschrift mit Muhammad Ali Pascha von Ägypten und dem osmanischen Sultan. Der Staat Kedah wird als ein Musterbeispiel für eine gerechte Justizverwaltung genannt, weil hier ein Mitglied der Königsfamilie für den Mord an einem Geldverleiher zum Tode verurteilt und hingerichtet wurde.

### Der Kampf gegen den Kolonialismus
Neben diesem Einsatz für einen gereinigten Islam beschäftigte sich die Zeitschrift auch mit aktuellem Geschehen und den Wirkungen des Kolonialismus. So findet sich in einer Nummer der Zeitschrift der Ausruf: „O Leute des Orients. Sollten wir uns nicht schämen und niedergeschmettert fühlen angesichts der Tatsache, dass unsere Nation von einer fremden Nation in den See der Demütigung gestürzt wurde?“ Ein im September 1906 veröffentlichter Artikel sinnierte über das Schicksal der Länder, die ihre Unabhängigkeit verloren hatten und nur noch eine „Sammlung von Texten und Erzählungen“ besaßen. Im Dezember desselben Jahres publizierte die Zeitschrift einen Artikel von Sayyid Shaykh al-Hadi, in dem dieser den Europäern vorhielt, orientalische Völker in die Sklaverei zu führen, sich gegenüber orientalischen Herrschern doppelzüngig und respektlos zu zeigen und die Tore zum Wissen zu verschließen.
Um die Demütigung der Kolonisierten darzustellen, griffen die Autoren der Zeitschrift häufig auf Tiermetaphern zurück, indem sie beispielsweise erklärten, dass sich das kolonisierte Land gegenüber der Kolonialmacht „wie ein Tier zu seinem Herrn“, „wie ein Wachhund“ oder „wie ein Reitpferd“ verhalte. Ein wichtiger Gedanke in der Zeitschrift war die Liebe zum Heimatland, wobei für dieses üblicherweise der arabische Begriff Watan verwendet wurde, der sich im 19. Jahrhundert im Mittleren Osten verbreitet hatte.
Eine Reihe von Artikeln in al-Imām spiegelte auch den Unmut im Sultanat von Riau über die von der niederländischen Kolonialregierung eingeführten Änderungen im Hofprotokoll und die Abschaffung des Amtes des Yamtuan Muda wider. In diesem Zusammenhang wurde auch eine Rede veröffentlicht, die der älteste Sohn von Riau vor dem Rushdiyyah Club in Pulau Penyengat gehalten hatte. Allerdings begegnete die Zeitschrift der niederländischen Regierung nicht nur mit Ablehnung, fand manchmal auch lobende Worte, so zum Beispiel im Zusammenhang mit zwei islamischen Schulen, die mit niederländischer Erlaubnis in Batavia und Surabaya mit niederländischer Erlaubnis eröffnet werden konnten.

### Japan und die Türkei
Von Anfang an enthielt die Zeitschrift auch regelmäßig Nachrichten aus Japan und der Türkei. Schon in ihrer ersten Nummer befasste sich die Zeitschrift unter dem Titel „Türkei und Japan“ mit dem Vorschlag für einen Religionskongress, der in Tokio abgehalten werden sollte. Viel Beachtung fanden die in der Presse des Mittleren Osten kolportierten Berichte über die angeblich bevorstehende Konversion Japans zum Islam. Im Jahre 1907 finanzierten die Herausgeber der Zeitschrift die Übersetzung eines arabischen Werks des ägyptischen Nationalisten Mustafā Kāmil über Japan mit dem Titel aš-Šams al-mušriqa („Die aufgehende Sonne“). Die Türkei war für al-Imām vor allem als Sitz des Kalifats von Bedeutung. Gegenstand der türkeibezogenen Artikel waren Berichte über ihre militärische Entwicklung und die angebliche Fürsorglichkeit von Sultan Abdülhamid II. Negative Berichte in der westlichen Presse über das Osmanische Reich wurden gemissbilligt. Als aber der Sultan 1908 von den Jungtürken gestürzt wurde, übernahm al-Imām deren Perspektive und stellte sie als Beschützer des Islams dar.

## Mitwirkende

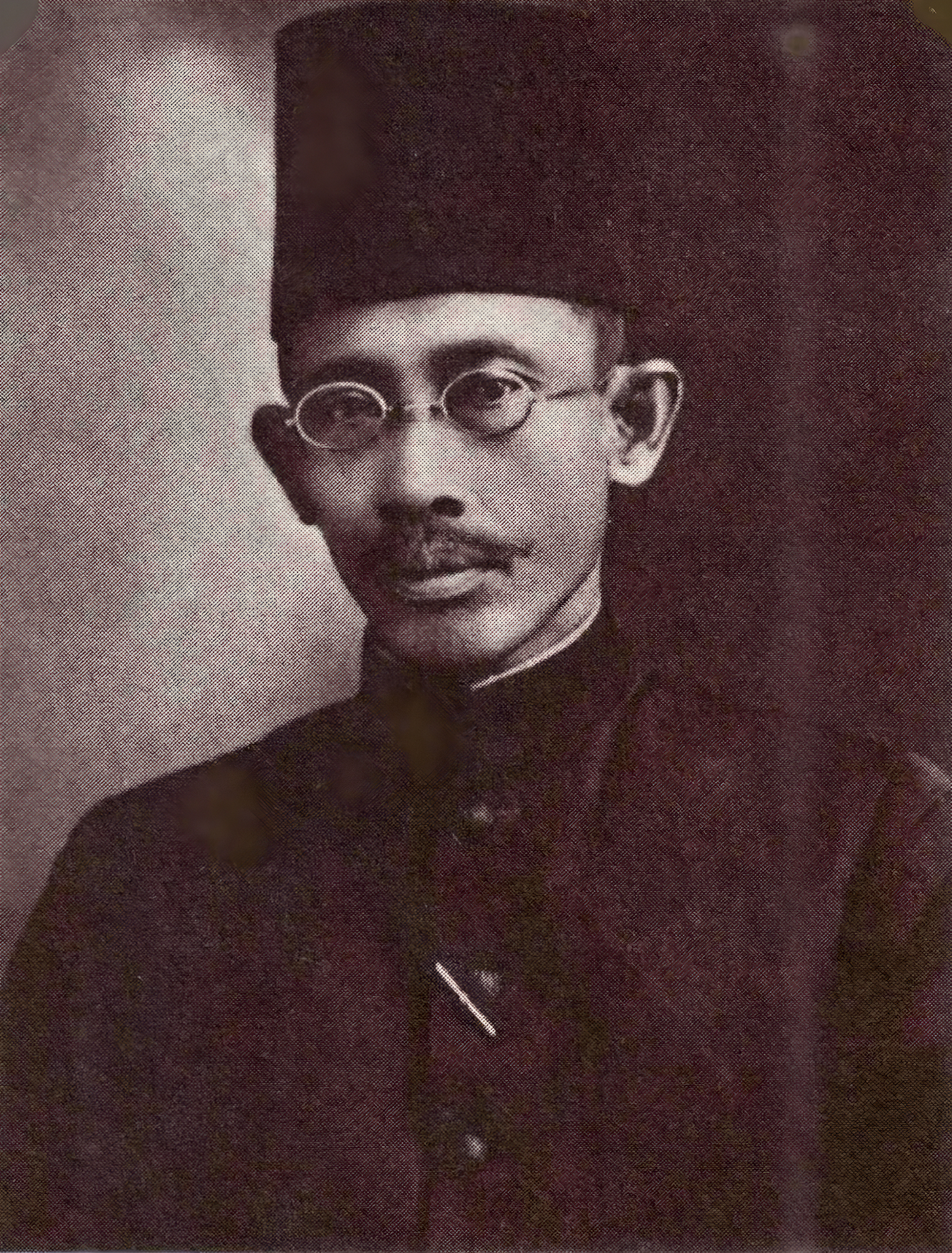
Tahir Jalaluddin, der erste Herausgeber der Zeitschrift

Erster Herausgeber der Zeitschrift war Tahir Jalaluddin. Stellvertretender Herausgeber wurde der islamische Gelehrte Haji Abbas bin Muhammad Taha (geb. 1885), der in Mekka studiert hatte und 1905 nach Singapur zurückgekehrt war. Er trat im März 1908 die Nachfolge von Tahir Jalaluddin als Herausgeber an.
Al-Imām erhielt finanzielle und redaktionelle Unterstützung von drei Geschäftsleuten arabisch-malaiischer Abstammung in Singapur, die Handelsbeziehungen zur weiteren muslimischen Welt hatten: Scheich Muhammad Sālim al-Kalālī, Sayyid Muhammad ibn ʿAqīl und Scheich ʿIwaḍ as-Saʿīdīn. Scheich al-Kalālī fungierte auch als erster Geschäftsführer der Zeitschrift. William Roff meinte, dass diese drei städtischen Unternehmer auch die Leserschaft der neuen Zeitschrift repräsentierten. Sayyid Muhammad ibn ʿAqīl war auch Agent für al-Manār tätig. Raschīd Ridā erwähnt in einem Nachruf auf ihn, dass er die Zeitschrift in Singapur, Java und in dem gesamten indonesischen Archipel verbreitet habe.
Im März 1908 wurde die Geschäftsführung von al-Imām kommerziell neu organisiert, was zur Gründung der al-Imam Printing Company Ltd. führte. Das Startkapital von 20.000 Dollar lieferte Sayyid Shaykh al-Hadi zusammen mit Sayyid Muhammad ibn ʿAqīl und Sayyid Hasan bin Shahah. Bei dieser Gelegenheit wurde Muhammad ibn ʿAqīl zum neuen Geschäftsführer (mudīr) ernannt. Das Unternehmen hatte seinen Sitz in der Weld Road Nr. 17/18 in Singapur und veröffentlichte 1908 auch eine Serie von al-Hadis Artikeln zum Thema Erziehung.
Al-Hadi steuerte auch einige Artikel und Übersetzungen aus dem Arabischen zu der Zeitschrift bei. Seinen Übersetzungen lagen Artikel aus den ägyptischen Zeitschriften al-Liwā' , al-ʿĀlam al-islāmī und al-Mu'aiyad zugrunde. Auch al-Hadis Adoptivvater Raja Ali Kelana unterstützte die Zeitschrift und steuerte ebenfalls selbst Artikel zu ihr bei.

## Verbreitung und Wirkung
Die Zeitschrift verfügte über ein breites Vertriebsnetz, das durch Agenten an verschiedenen Orten auf der malaiischen Halbinsel wie Ipoh, Terengganu, Penang, Kuala Lumpur, Kelantan, Johor und Malakka, sowie in verschiedenen Teilen Niederländisch-Indiens unterstützt wurde, darunter Aceh, Batavia, Riau, Palembang, Padang und Makassar, mit einem Vertreter sogar in Bangkok. Die meisten Agenten befanden sich auf dem Gebiet des heutigen Indonesien. Die Auflage lag anfangs bei 2.000 Exemplaren, stieg später jedoch auf 5.000 Exemplare. Damit war sie im Vergleich zu anderen malaiischen Zeitschriften dieser Zeit ziemlich hoch.
Das jährliche Abonnement der Zeitschrift kostete 2.40 Straits-Dollar in Malaya und 3.5 Rupien in Niederländisch-Indien, die einzelne Ausgabe kostete 25 Straits-Cent. 1908 wurde der Abonnement-Preis auf 3 Straits-Dollar bzw. 4.50 Rupien angehoben, mit einem Einzelpreis von 30 Straits-Cent. An religiöse Schulen, die keine Regierungsunterstützung unterhielten, wurde die Zeitschrift kostenlos abgegeben.
Einen besonders hohen Stellenwert hatte die Zeitschrift am Hof des Sultanats von Riau-Lingga auf Pulau Penyengat, wo es nicht nur von den Prinzen, sondern auch vom Sultan selbst gelesen wurde. Das große Interesse der Prinzen von Penyengat an al-Imām rührte auch daher, dass einige von ihnen, insbesondere Raja Hitam und Raja Ali, aktive Mitwirkende waren und die Herausgeber ihnen persönlich bekannt waren. Die niederländische Kolonialregierung verhängte allerdings eine strenge Zensur für Veröffentlichungen wie al-Imām, die außerhalb Niederländisch-Indiens veröffentlicht wurden, wobei al-Imām davon besonders betroffen war, weil die Zeitschrift als antichristlich galt.
Im Dezember 1908 musste die Zeitschrift al-Imām nach 31 Ausgaben allerdings ihr Erscheinen wieder einstellen. Grund war der Niedergang des Sultanats von Riau-Lingga. Haji Abbas bin Muhammad Taha, der letzte Herausgeber von al-Imām, wurde zum Qādī des Bezirks Tanjung Pagar von Singapur ernannt, wo er weiterhin für die reformistische Sache aktiv blieb und 1911 die Wochenzeitung Neraca („Die Waage“) gründete herausgab, ab 1913 mit der dazugehörigen Monatszeitschrift Tunas Melayu („The Malay Seeds“). Der Geist von al-Imām wurde auch in anderen Zeitschriften fortgeführt, wie zum Beispiel in al-Munīr („Der Erleuchter“), die von 1911 bis 1916 in Padang unter der Leitung von Haji ʿAbdullāh Ahmad (1878–1933) erschien, der schon als Agent für al-Imām in West-Sumatra aktiv gewesen war.

## Belege
1. 1 2 3 4 5 6 7 8 9 10 11  Nico Kaptein: al-Imām. In: Kate Fleet, Gudrun Krämer, Denis Matringe, John Nawas, Devin J. Stewart (Hrsg.): Encyclopaedia of Islam Auflage 3, 2017 doi:10.1163/1573-3912_ei3_COM_32427.
2. 1 2  Mat Ton: Pengislahan masyarakat Melayu. Perbincangan al-Imam (1906–1908). 2006, S. VII.
3. 1 2  Mohammad Redzuan Othman: Idea Kemajuan dalam Pemikiran dan Perjuangan Sayyid Shaykh al-Hadi. In: M. R. Othman u. a. (Hrsg.): Sejarah pembinaan negara bangsa. Penerbit Universiti Malaya, Kuala Lumpur 2006. S. 125–144. Hier S. 128.
4. 1 2  Hamzah: Al-Imam: its role in Malay Society, 1906–1908. 1981, S. 23.
5. 1 2  Hamzah: Al-Imam: its role in Malay Society, 1906–1908. 1981, S. 21.
6. ↑  Hamzah: Al-Imam: its role in Malay Society, 1906–1908. 1981, S. 152.
7. ↑  Roff: The Origins of Malay Nationalism. 1967, S. 59.
8. 1 2  Azra: The Transmission of al-Manārs Reformism to the Malay-Indonesian World. 2007, S. 145.
9. 1 2  Hamzah: Al-Imam: its role in Malay Society, 1906–1908. 1981, S. 24.
10. ↑  Roff: The Origins of Malay Nationalism. 1967, S. 57.
11. ↑  Hamzah: Al-Imam: its role in Malay Society, 1906–1908. 1981, S. 31.
12. 1 2 3  Azra: The Transmission of al-Manārs Reformism to the Malay-Indonesian World. 2007, S. 150.
13. ↑  Mat Ton: Politik al-Imam. 2000, S. 240.
14. ↑  Hamzah: Al-Imam: its role in Malay Society, 1906–1908. 1981, S. 74–81.
15. ↑  Hamzah: Al-Imam: its role in Malay Society, 1906–1908. 1981, S. 116–117.
16. ↑  Hamzah: Al-Imam: its role in Malay Society, 1906–1908. 1981, S. 96.
17. ↑  Hamzah: Al-Imam: its role in Malay Society, 1906–1908. 1981, S. 98–99.
18. ↑  Hamzah: Al-Imam: its role in Malay Society, 1906–1908. 1981, S. 101.
19. ↑  Zitiert in Mat Ton: Politik al-Imam. 2000, S. 242.
20. 1 2  Azra: The Transmission of al-Manārs Reformism to the Malay-Indonesian World. 2007, S. 151.
21. ↑  Mat Ton: Politik al-Imam. 2000, S. 242.
22. 1 2  Andaya: From Rūm to Tokyo: The Search for Anti-Colonial Allies by the Rulers of Riau, 1899–1904. 1977, S. 140–141.
23. ↑  Hamzah: Al-Imam: its role in Malay Society, 1906–1908. 1981, S. 101f.
24. ↑  Andaya: From Rūm to Tokyo: The Search for Anti-Colonial Allies by the Rulers of Riau, 1899–1904. 1977, S. 141–143.
25. ↑  Azra: The Transmission of al-Manārs Reformism to the Malay-Indonesian World. 2007, S. 147.
26. ↑  Azra: The Transmission of al-Manārs Reformism to the Malay-Indonesian World. 2007, S. 149.
27. ↑  Roff: The Origins of Malay Nationalism. 1967, S. 64.
28. ↑  Roff: The Origins of Malay Nationalism. 1994, S. 63.
29. 1 2  Mat Ton: Politik al-Imam. 2000, S. 170.
30. ↑  Roff: The Origins of Malay Nationalism. 1994, S. 58.
31. ↑  Laffan: Islamic Nationhood and Colonial Indonesia. 2003, S. 150.
32. ↑  Tan: Syed Shaykh: His Life and Times. 1999, S. 122.
33. ↑  Alijah Gordon: Riau: The Milieu of Syed Shaykh’s Formative Years & the Aspirations of the Subjugated Umma in Alijah Gordon (Hrsg.): The real cry of Syed Sheikh al-Hady, with selections of his writings by his son Syed Alwi al-Hady. Malaysian Sociological Research Institute, Kuala Lumpur, 1999. S. 1–68. Hier S. 11.
34. ↑  Andaya: From Rūm to Tokyo: The Search for Anti-Colonial Allies by the Rulers of Riau, 1899–1904. 1977, S. 139–140.
35. ↑  Ahmat Adam: The Vernacular Press and the Emergence of Indonesian Counsciousness (1855–1913). Cornell University Press, Ithaca, NY 1995. S. 140.
36. ↑  Azra: The Transmission of al-Manārs Reformism to the Malay-Indonesian World. 2007, S. 148.